# Музиката на Ерих Цан
„Музиката на Ерих Цан“ (на английски: The Music of Erich Zann) е разказ на Хауърд Лъвкрафт от 1921 година. Градът, където се развива действието не се споменава през целия разказ, но изследователи на творчеството на Лъвкрафт твърдят, че това е Париж.
 Внимание:  Текстът по-долу разкрива сюжета на произведението (или части от него)!
В разказа става дума за един млад студент, който отива да живее в една полупорутена сграда на улица Rue d Auseil, където нощем свири стар ням цигулар. Той е немец и се казва Ерих Цан. Музикантът има ужасна тайна.